# Al Zubarah
Al Zubarah (in arabo: الزبارة), nota anche come Al Zubarah o Az Zubarah, è un'antica città in rovina e disabitata situata sulla costa nord-occidentale della penisola del Qatar, nella municipalità di Al Shamal, a circa 105 chilometri dalla capitale Doha. Fu fondata da Shaikh Muhammed bin Khalifa, il padre fondatore della famiglia reale Al Khalifa del Bahrain, la principale tribù Utub nella prima metà del XVIII secolo. È stato designato Patrimonio dell'Umanità dall'UNESCO nel 2013.
Un tempo era un centro di successo per il commercio globale e la pesca delle perle, posizionato a metà strada tra lo Stretto di Hormuz e il braccio occidentale del Golfo Persico. È uno degli esempi più estesi e meglio conservati di un insediamento del 18°-19° secolo nella regione. La disposizione e il tessuto urbano dell'insediamento sono stati preservati in un modo diverso da qualsiasi altro insediamento nel Golfo Persico, fornendo informazioni sulla vita urbana, l'organizzazione spaziale e la storia sociale ed economica del Golfo Persico prima della scoperta del petrolio e del gas nel XX secolo.
Con una superficie di circa 400 ettari (60 ettari all'interno delle mura esterne della città), Zubarah è il sito archeologico più importante del Qatar. Il sito comprende la città fortificata con un muro interno e uno esterno, un porto, un canale marittimo, due mura di schermatura, Qal'at Murair (forte di Murair) e il più recente forte di Al Zubara.
Fu fondata da mercanti kuwaitiani a metà del XVIII secolo, distrutta nel 1811 e abbandonata nel 1900.

## Storia
Zubarah, derivato dalla parola araba per "cumuli di sabbia", è stato presumibilmente chiamato così a causa della sua abbondanza di sabbia e collinette rocciose. Durante il primo periodo islamico, il commercio esplose nel nord del Qatar. Gli insediamenti cominciarono ad apparire sulla costa, principalmente tra le città di Zubarah e Umm Al Maa. Nei pressi della città è stato scoperto un villaggio risalente al periodo islamico.
Tra il settembre 1627 e l'aprile 1628, una flotta navale portoghese guidata da D. Goncalo da Silveira diede fuoco a diversi villaggi costieri vicini. L'insediamento e la crescita di Zubarah durante questo periodo sono attribuiti allo spostamento di persone da questi insediamenti adiacenti.

### L'arrivo degli Utub
Rimane una certa incertezza sulla prima menzione di Zubarah nei documenti scritti. Il Qatar's Memorial, un libro di storia araba del 1986, sostiene che esisteva una città autonoma funzionante prima dell'arrivo degli Utub.  Ha suffragato questa affermazione ricorrendo a due presunti documenti storici, ma in seguito si è scoperto che si trattava di falsi prodotti dal Qatar nel tentativo di ottenere influenza sul Bahrein nella loro lunga disputa sulla sovranità della città.
La maggior parte delle fonti afferma che Zubarah fu fondata e governata dal ramo Al Khalifa della tribù Utub, che emigrò dal Kuwait a Zubarah nel 1732, contribuendo a costruire una grande città caratterizzata da un porto sicuro. Ben presto emerse come uno dei principali empori e centri di commercio delle perle del Golfo Persico.

### Governo di Al Khalifa di Zubarah

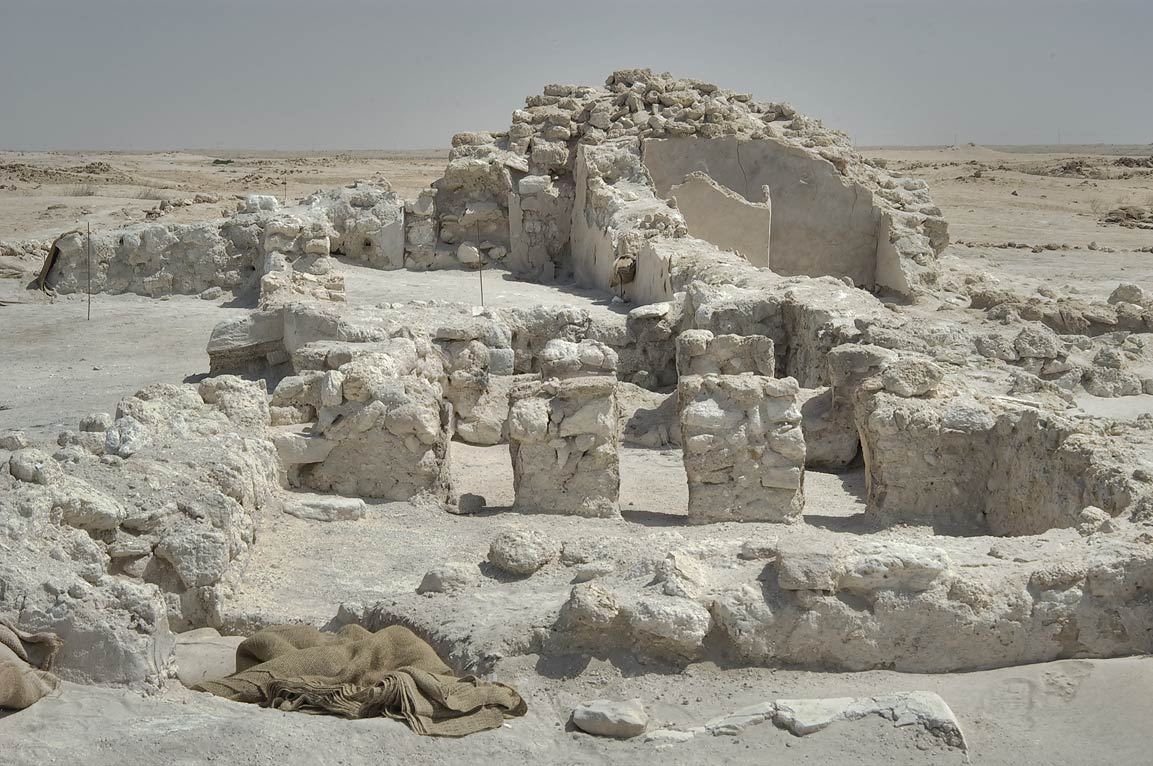
Rovine a Zubarah.

Le relazioni tra il ramo Al Khalifa degli Utub e la tribù dominante e dominante di Al Musallam declinarono gradualmente. Ciò è culminato nel rifiuto del primo di pagare le tasse. Ampliarono anche i loro insediamenti e costruirono mura e un forte chiamato Qal'at Murair (Castello di Murair), che fu completato nel 1768. Oltre a Qal'at Murair, esistevano altri forti e torri nella città che erano stati costruiti dai coloni precedenti.
Sotto la loro giurisdizione, la città sviluppò legami commerciali con l'India, l'Oman, l'Iraq e il Kuwait, trasportandovi attraverso il suo porto molte merci, tra cui datteri, spezie e metalli. La città divenne presto un punto di transito preferito per i commercianti dopo che l'Utub abolì le tasse commerciali. La prosperità della città aumentò ulteriormente dopo l'occupazione persiana di Bassora del 1775-1776, quando mercanti e altri rifugiati in fuga da Bassora si stabilirono a Zubarah. Tra questi mercanti c'era Ahmad ibn Muhammad ibn Husain ibn Rizq, che partecipò all'amministrazione della città per un certo periodo. Aveva chiesto che il suo biografo personale, Uthman ibn Sanad al-Basri, venisse in città con il ruolo di giudice supremo. La biografia di al-Basri, pubblicata per la prima volta nel 1813, forniva informazioni relative allo sviluppo della città sotto l'amministrazione di ibn Rizq. Ha anche preso nota di diversi studiosi di spicco che migrarono in città, come Abd al-Djalil al-Tabatabai.
Gli abitanti degli insediamenti vicini, compresi i ricchi mercanti, migrarono in massa a Zubarah durante gli anni 1770 a causa della prevalenza degli attacchi e della peste nella regione del Golfo Persico. Anche le guerre in corso tra Bani Khalid e i wahhabiti furono un fattore che contribuì a far prosperare Al Zubara in un importante centro commerciale. Questa posizione di rilievo portò a conflitti con le città portuali adiacenti.
Nel 1782 sorse una disputa tra gli abitanti di Zubarah e il Bahrein governato dai Persiani. I nativi di Zubarah si recarono a Sitra, in Bahrain, per acquistare tronchi di palma, ma furono attaccati, provocando la morte di un servo di nome Isma'il appartenente a uno sceicco Utub. Gli Utub e altre tribù arabe si vendicarono il 9 settembre saccheggiando e distruggendo Manama. Fu combattuta anche una battaglia terrestre tra i persiani e le tribù arabe, in cui entrambe le parti subirono perdite. La gente di Zubarah tornò sulla terraferma dopo tre giorni con un gallivat persiano sequestrato che era stato utilizzato per riscuotere il trattato annuale. Il 1º ottobre 1782, Ali Murad Khan ordinò allo sceicco del Bahrein di preparare un contrattacco contro Zubarah e gli inviò rinforzi dalla terraferma persiana.
Circa 2.000 soldati persiani arrivarono in Bahrein nel dicembre 1782 e attaccarono Zubarah il 17 maggio 1783. Dopo aver subito una sconfitta, i persiani si ritirarono sulle loro navi. Una flotta navale di Utub proveniente dal Kuwait arrivò in Bahrain lo stesso giorno, incendiando Manama. Le forze persiane tornarono sulla terraferma per reclutare truppe per un altro attacco, ma gli Utub alla fine invasero le loro guarnigioni in Bahrain.
In seguito alla sconfitta delle forze di Nasr Al-Madhkur, la sua spada fu sequestrata dal ramo Al Ibn Salama della tribù Al Bin Ali, che aveva assistito Al Khalifa nella difesa di Zubarah. La spada in seguito entrò in possesso dello sceicco Sultan bin Salama, rimanendo con i suoi discendenti fino al 1915, quando fu formalmente presentata come dono al sovrano del Qatar dell'epoca, lo sceicco Abdullah bin Jassim Al Thani.
Gli Al Khalifa conquistarono ed espulsero i persiani dal Bahrain dopo averli sconfitti. Dopo l'invasione, lo sceicco Ahmad Al Khalifa assunse il controllo dell'isola e installò un governatore per suo conto. La sua residenza principale, tuttavia, rimase a Zubarah, mentre una guarnigione fu stabilita a Qal'at Ad-Diwan, situata a sud dell'attuale Manama.

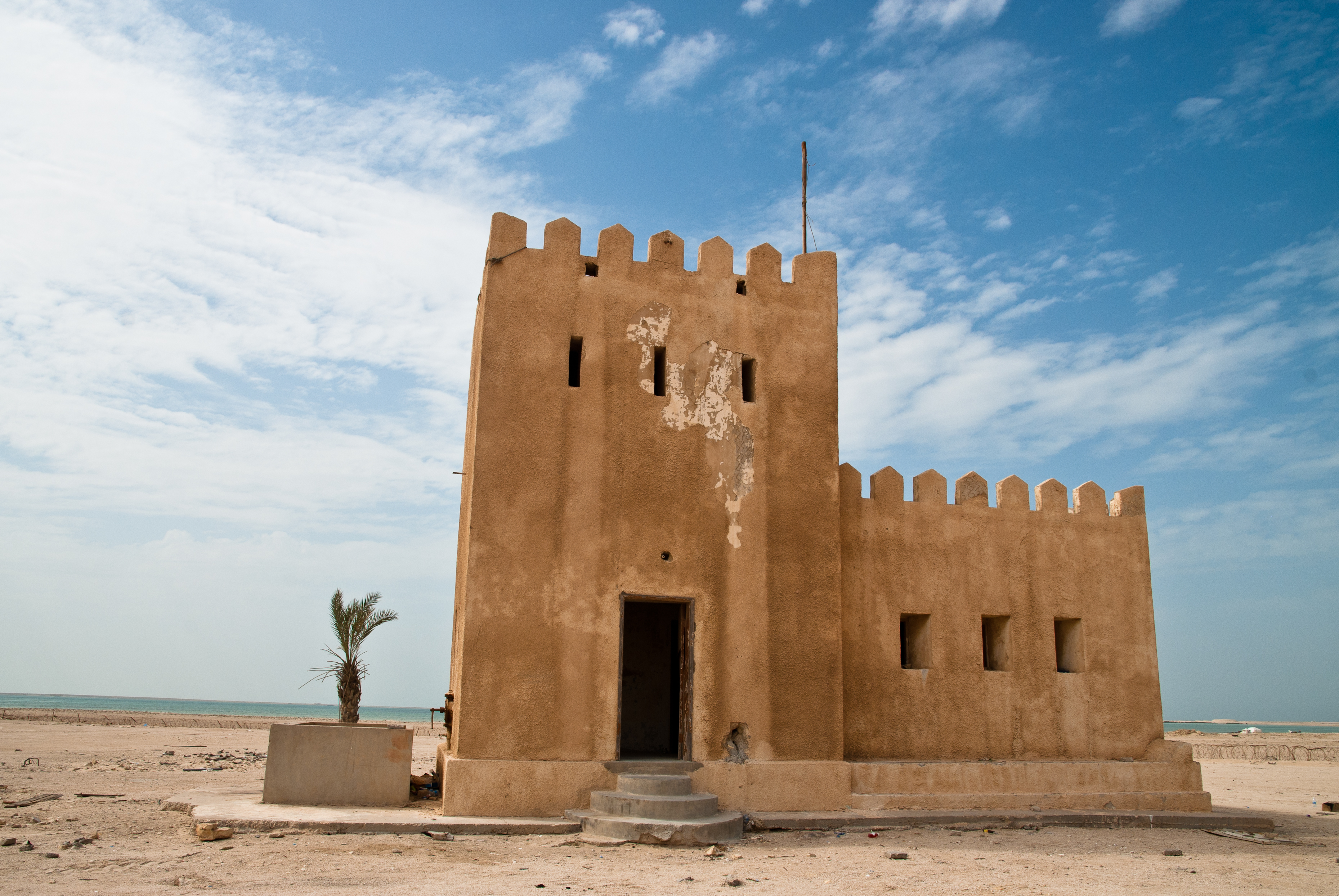
Un vecchio forte a Umm Al Maa, vicino a Zubarah.

Nonostante l'instabilità che circondava Zubarah dopo l'assedio della città e la conquista del Bahrain nel 1783, fiorì come centro commerciale e il suo porto crebbe più grande di quello di Qatif nel 1790. Al Zubarah si sviluppò in un centro di educazione islamica durante questo secolo. Il primo almanacco prodotto in Qatar, e una delle prime opere letterarie locali conservate nella nazione, fu prodotto qui nel 1790: l'Almanacco Zubarah, scritto dallo studioso sunnita malikita 'Abd al Rahman al-Zawāwī. Questo calendario delineava i mesi e i giorni dell'anno, specificava i tempi di preghiera e includeva osservazioni sull'agricoltura e sulle variazioni stagionali.
La città fu minacciata dal 1780 in poi a causa delle incursioni intermittenti lanciate dai wahhabiti sulle roccaforti di Bani Khalid nella vicina al-Hasa. I wahhabiti ipotizzarono che la popolazione di Zubarah avrebbe cospirato contro il regime di Al-Hasa con l'aiuto dei Bani Khalid. Credevano anche che i suoi abitanti praticassero insegnamenti contrari alla dottrina wahhabita e consideravano la città come un'importante porta d'accesso al Golfo Persico. Il generale saudita Sulaiman ibn Ufaysan guidò un raid contro la città nel 1787. Nel 1792, una massiccia forza wahhabita conquistò Al Hasa, costringendo molti rifugiati a fuggire a Zubarah.  Le forze wahhabite assediarono Zubarah e diversi insediamenti vicini due anni dopo per punirli per aver ospitato i richiedenti asilo. Ai capi locali era permesso di continuare a svolgere compiti amministrativi, ma erano tenuti a pagare una tassa.

### Vita in comune
Zubarah era a quel tempo una città ben organizzata, con molte strade che correvano perpendicolarmente l'una all'altra e alcuni quartieri costruiti secondo un rigido schema a griglia. Questa disposizione suggerisce che la città sia stata progettata e costruita come parte di un grande evento, anche se apparentemente costruita in fasi strettamente datate. Si è stimato che la città potesse essere abitata sino ad un numero massimo compreso tra 6.000 e 9.000 persone.
La maggior parte delle esigenze dietetiche dei coloni venivano soddisfatte con il consumo di animali da allevamento. Resti di pecore, capre, uccelli, pesci e gazzelle erano tra i rifiuti raccolti.  I membri più ricchi della comunità consumavano principalmente bestiame, mentre i residenti più poveri facevano affidamento sul pesce come fonte primaria di proteine. L'attività sociale, economica e politica era molto probabilmente centrata nel suk.  Il ritrovamento di numerose ciotole per pipe da tabacco in ceramica indica un'accettazione riluttante e una crescente dipendenza sociale dal fumo di tabacco. Le caffettiere, principalmente di origine cinese, erano usate dagli abitanti di Zubarah per bere il caffè arabo.

### Sviluppi e declino (XIX secolo)

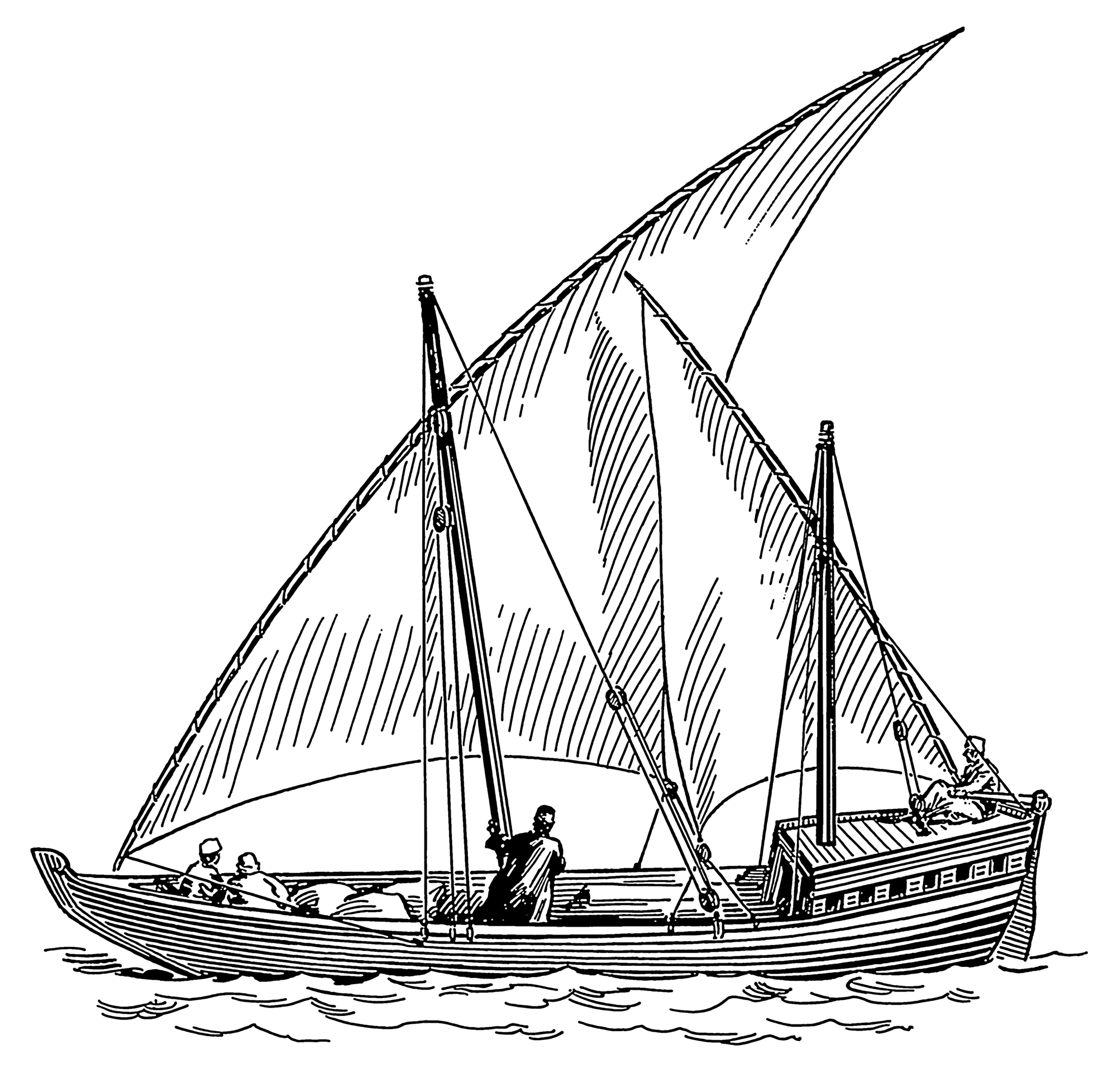
Disegno al tratto di un dhow.

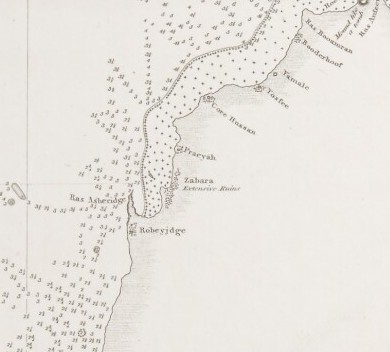
Una mappa del 1824 che denota "vaste rovine" a Zubarah.

La città fu occupata dai wahhabiti nel 1809. Dopo che l'emiro wahhabita fu messo al corrente dell'avanzata delle truppe egiziane ostili sulla frontiera occidentale nel 1811, ridusse le sue guarnigioni in Bahrain e Zubarah per riposizionare le sue truppe. Said bin Sultan di Mascate capitalizzò questa opportunità e attaccò le guarnigioni wahhabite nella penisola orientale. La fortificazione wahhabita di Zubarah fu incendiata e Al Khalifa fu effettivamente riportata al potere. In seguito all'attacco, la città fu abbandonata per un breve periodo. Tuttavia, successive scoperte archeologiche indicano che la città potrebbe essere stata parzialmente abbandonata poco prima dell'attacco del 1811.
A partire dal 1810 circa, l'Impero britannico divenne più influente nell'area del Golfo Persico, posizionando funzionari politici in vari porti e città per proteggere le loro rotte commerciali.  In una delle prime descrizioni delle città del Qatar, il maggiore Colebrook descrisse Zubarah nel 1820 in questo modo: "Protetta da una torre e occupata attualmente solo per la sicurezza dei pescatori che la frequentano. Ha un Khor (torrente) con tre braccia d'acqua in cui i Buggalah possono entrare". Il capitano George Barnes Brucks fece questo resoconto di Zubarah quattro anni dopo: "(Era) una grande città, ora in rovina. È situata in una baia ed è stata, prima di essere distrutta, un luogo di considerevole commercio".
Zubarah fu infine rimpopolato alla fine degli anni 1820. Rimase una comunità di pescatori di perle, ma su scala significativamente più piccola rispetto al passato. A quel tempo Zubarah aveva circa 400 case (2.000 abitanti). La città ricostruita copriva a malapena il 20% del suo predecessore. Una nuova cinta muraria fu costruita molto più vicino alla riva rispetto alla cinta muraria precedente. Questa fase di Zubarah non era così organizzata nella disposizione delle strade e dei suoi edifici. Le case erano ancora costruite nella tradizionale forma a cortile, ma su scala più piccola e più irregolare nella loro forma. Inoltre, negli edifici di nuova costruzione non sono state trovate prove di intonaco decorato note da edifici precedenti.
Nel 1868, gli Al Khalifa lanciarono un grande attacco navale nella parte orientale del Qatar. All'indomani di questo attacco, fu firmato un trattato di sovranità tra gli Al Thani e gli inglesi, unendo l'intera penisola del Qatar sotto la guida degli Al Thani. Quasi tutta l'autorità che gli Al Khalifa detenevano a Zubarah era diminuita, ad eccezione dei trattati informali che avevano firmato con alcune tribù locali.

### Contesa di Al Khalifa

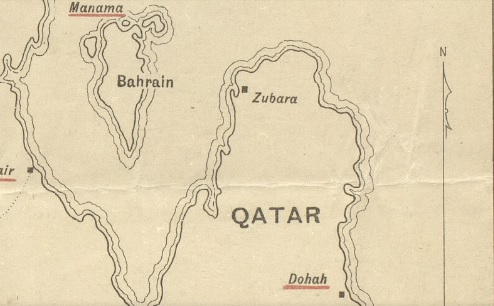
Una mappa prodotta nel 1920 per illustrare la disputa sulla sovranità di Zubarah.

Il 16 agosto 1873, l'assistente politico Charles Grant riferì (poi si scoprì che era un falso) che gli ottomani avevano inviato un contingente di 100 soldati sotto il comando di Hossein Effendi da Qatif a Zubarah. Questo rapporto fece arrabbiare l'emiro del Bahrein, poiché aveva precedentemente firmato un trattato con la tribù Naim residente a Zubarah in cui accettavano di essere suoi sudditi, e il rapporto implicava che gli ottomani stessero invadendo il suo territorio. Quando fu interrogato dall'emiro, Grant lo indirizzò al residente politico Edward Ross. Ross informò l'emiro che credeva di non avere il diritto di proteggere le tribù residenti in Qatar. A settembre, l'emiro ribadì la sua sovranità sulla città e sulla tribù Naim. Grant sostenne che non c'era alcuna menzione speciale dei Naim o degli Zubarah in nessun trattato britannico firmato con il Bahrain. Un funzionario del governo era d'accordo con le sue opinioni e concordava "che era auspicabile che il capo del Bahrein dovesse, per quanto possibile, astenersi dall'interferire nelle complicazioni sulla terraferma".
Gli Al Khalifa ebbero un'altra opportunità per rinnovare le loro pretese sulla città nel 1874 dopo che un leader dell'opposizione del Bahrein di nome Nasir bin Mubarak si trasferì in Qatar. Credevano che Mubarak, con l'assistenza di Jassim bin Mohammed Al Thani, avrebbe attaccato i Naim che vivevano a Zubarah come preludio a un'invasione del Bahrein. Di conseguenza, un corpo di rinforzi del Bahrein fu inviato a Zubarah, con grande disapprovazione degli inglesi che insinuarono che l'emiro fosse coinvolto in complicazioni. Edward Ross rese evidente che una decisione del consiglio di governo consigliava all'emiro di non interferire negli affari del Qatar. Tuttavia, gli Al Khalifa rimasero in frequente contatto con i Naim, arruolando 100 membri della tribù nel loro esercito e offrendo loro assistenza finanziaria.

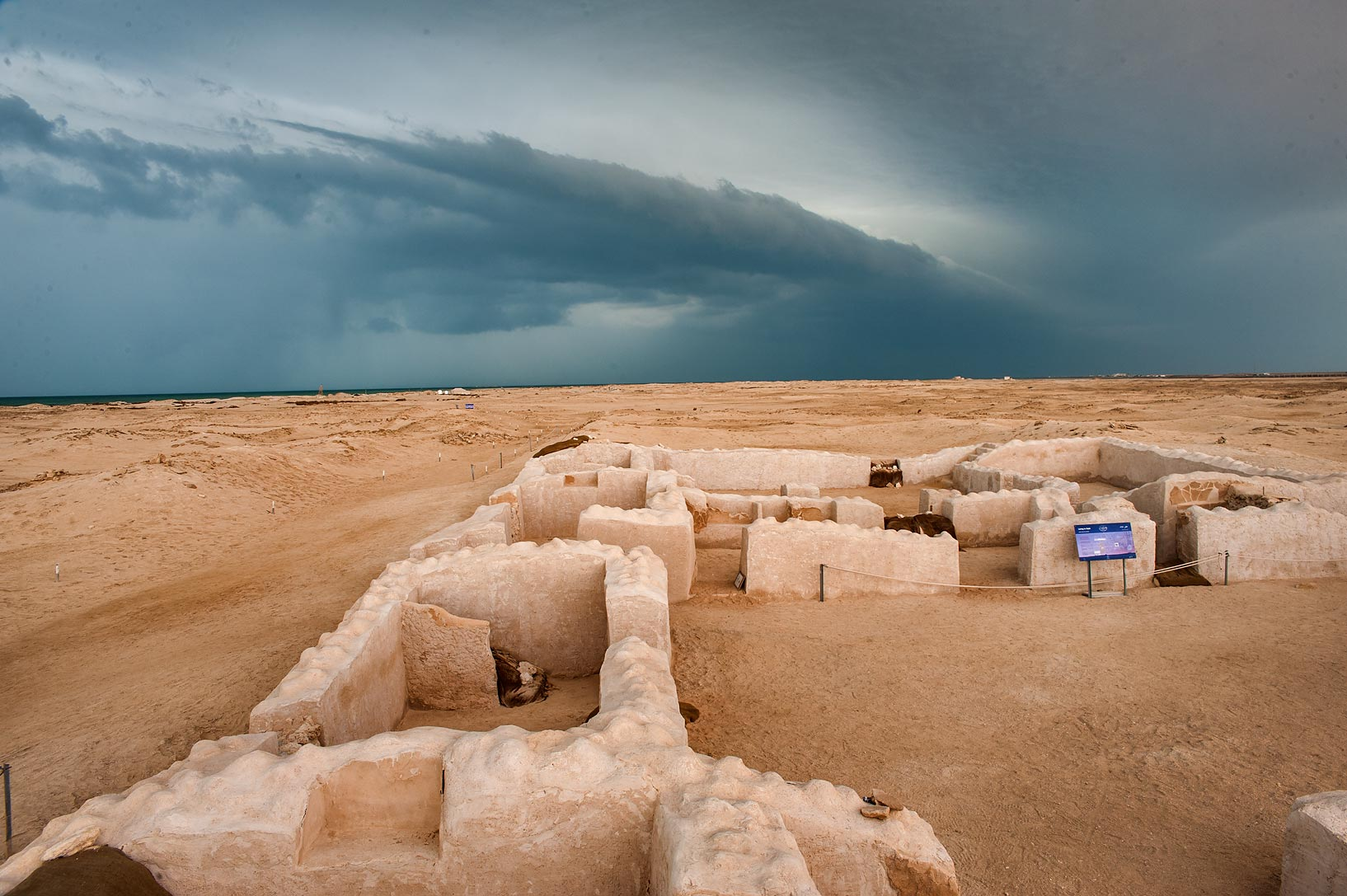
Rovine a Zubarah in una giornata nuvolosa.

### Abbandono (20° e 21° secolo)

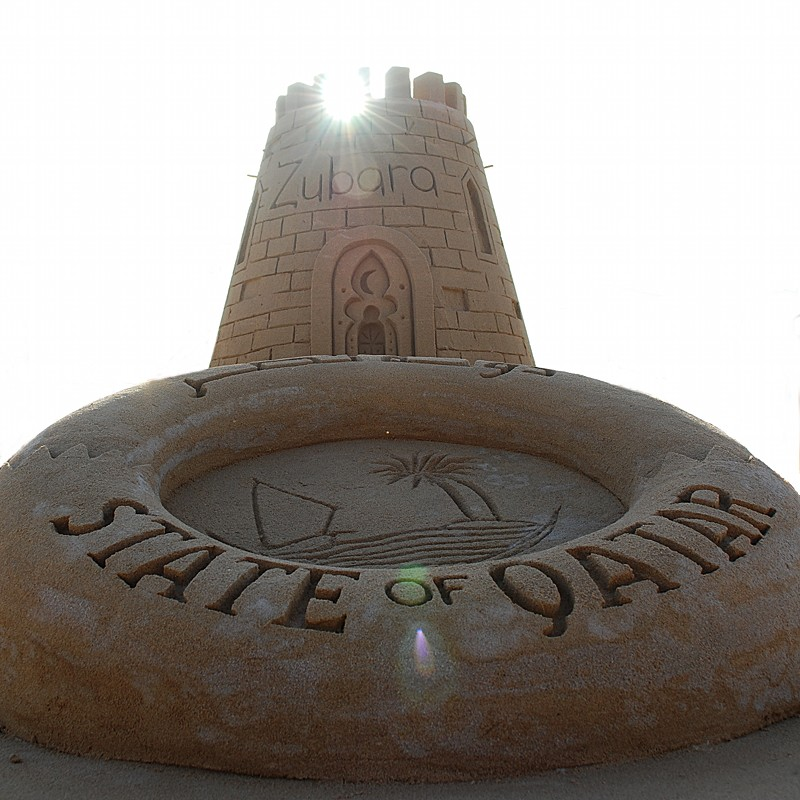
Un cartello di benvenuto a Zubarah.

A causa della povertà e dell'inadeguato approvvigionamento idrico della città, gran parte della popolazione emigrò in altre regioni del Qatar all'inizio del XX secolo. Il Gazetteer of the Persian Gulf di J.G. Lorimer fornisce il seguente resoconto di Zubarah nel 1908: "Una città in rovina e deserta sul lato ovest del promontorio del Qatar, a circa 5 miglia a sud di Khor Hassan. Sorge ai piedi di una profonda baia con lo stesso nome, di cui la punta occidentale è Ras 'Ashairiq e che contiene una piccola isola, chiamata anche Zubarah. La città era in passato la roccaforte della famiglia regnante Al Khalifah del Bahrain: il suo sito è ancora frequentato dai Na'im del Bahrain e del Qatar. La città era cinta da mura e circa 10 o 12 forti si trovavano in un raggio di 7 miglia intorno ad essa, tra cui Faraihah, Halwan, Lisha, 'Ain Muhammad, Qal'at Murair, Rakaiyat, Umm-ash-Shuwail e Thaghab [...]. Tutti questi sono ora in rovina e deserti, tranne Thaghab, che la gente di Khor Hassan visita per attingere acqua. Si dice che Murair fosse collegata al mare da un torrente che permetteva alle barche a vela di scaricare i loro carichi al suo cancello, ma l'insenatura è ora insabbiata di sabbia"."
Nel 1937 scoppiò un conflitto tra i lealisti del Qatar e la tribù Naim che aveva disertato in Bahrain, facendo precipitare le successive rivendicazioni territoriali del Bahrain su Zubarah. La proposta di trasformare Zubarah in un terminal petrolifero è stato un fattore che ha contribuito al conflitto.  L'emiro del Qatar, Abdullah bin Jassim, ha definito la rivendicazione del Bahrein su Zubarah "immaginaria" e "non basata sulla logica". Ha anche affermato che il Bahrein ha assistito i Naim sotto forma di armi e finanze. Quell'anno, all'indomani del conflitto e della successiva emigrazione, Abdullah bin Jassim iniziò la costruzione del forte di Al Zubara per compensare la ridotta guarnigione. Fu completato nel 1938. Qal'at Murair, il forte fino ad allora principale della città, fu abbandonato subito dopo la costruzione del forte di Al Zubara.

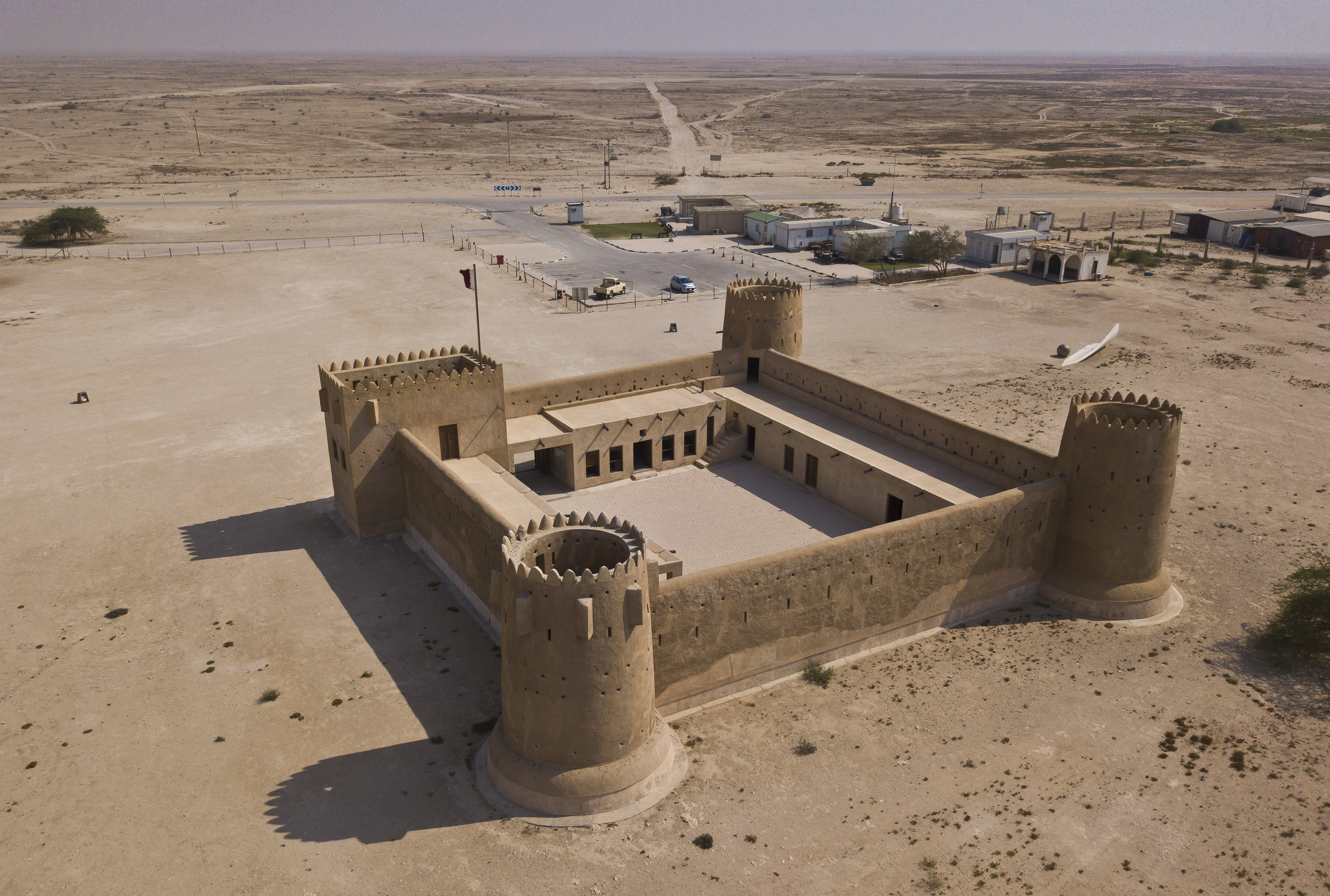
Veduta aerea del forte e del museo nel 2017.

A metà del XX secolo, il consigliere politico del Bahrein, Charles Belgrave, riferì che solo pochi beduini della tribù Naim vivevano, anche se nomadi, nella città in rovina. L'area fu gradualmente abbandonata verso la fine del XX secolo e fu utilizzata principalmente per i campi sulla spiaggia. Il forte ospitò anche una stazione di guardia costiera fino agli anni '80.
Nel 1987 la fortezza è stata restaurata e trasformata in un museo. Negli anni '80 e '90 la questione è stata nuovamente sollevata durante la negoziazione di altre controversie territoriali. Alla fine, nel 2001, la Corte Internazionale di Giustizia dell'Aia ha stabilito l'assegnazione delle isole Hawar e Qit'at Jaradah al Bahrein e Zubarah e Janan Island al Qatar.
Attualmente rimane solo il forte, prima adattato come stazione di polizia del Qatar e dal 1987 come museo; a circa 2 km a nord ci sono i resti del vecchio forte di Mura e dei bastioni mentre il territorio circostante è pianeggiante, salinizzato e sterile.